# Gösta Wiholm
Gösta Knut Olof Wiholm, född 13 januari 1921 i Uppsala, död 23 februari 2009 i Kungsholms församling, Stockholm, var  en svensk ljudtekniker och konstruktör inom filmindustri och musikproduktion.
Wiholm var verksam från 1944 till 1974. Till Metronome Records första ljudstudio byggde han mixerbord och graveranläggning för pressning av grammofonskivor. När bolaget flyttade till en ny stor studio skapade han en högklassig ljudkammare, ett specialdesignat teknikerrum och avdelning för gravering.
Gösta Wiholm är gravsatt i minneslunden på Kungsholms kyrkogård.

## Produktioner (i urval)
- Hasse Ekman Excellensen (1944 Terrafilm Film 101 min)
- Gunnar Hellström Simon syndaren (1954 Metronome Studios AB Film 85 min)
- Anders Burman Quintet Swing is King (1955 Metronome Records, MEP121 Vinyl 7")
- Börje Larsson Sista natten (1956 Börje Larsson Film 89 min)
- Povel Ramel En kväll på Idéonteatern - ur Tillstymmelser (1957 Knäppupp KLP1 Vinyl LP)
- Modern Jazz Quartet European Concert (1960 Atlantic Records SD2-603 Vinyl DLP)
- Gunnar Lundén-Welden Orchestra Sweden Remembers Ernst Rolf (1960 Fiesta FLP1337 Vinyl LP)